# Gino Van Geyte
 Gino Van Geyte  (Hamme, 16 maart 1967) is een Belgische voormalige atleet, die zich had toegelegd op de middellange en lange afstand. Hij veroverde op zes verschillende onderdelen in totaal twintig Belgische titels.

## Biografie

### Successen als junior
Van Geyte, nu woonachtig in Zwijnaarde begon zijn atletiekcarrière bij AC Hamme. Hij werd in 1984 kampioen bij de scholieren op de 3000 m. Twee jaar later veroverde hij dezelfde titel bij de junioren. Hij nam dat jaar ook deel aan de eerste wereldkampioenschappen voor junioren, waar hij zesde werd op de 10.000 m en uitgeschakeld werd in de reeksen van de 1500 m. Hij nam ook deel aan de wereldkampioenschappen veldlopen voor junioren.

### Veldlopen
Van Geyte behaalde een bronzen medaille op het Belgische kampioenschap van 1990 en nam ook enkele malen deel aan de WK veldlopen.

### Titels op de piste
In 1989 veroverde Van Geyte zijn eerste titel bij de senioren op de 1500 m. In de jaren negentig van de twintigste eeuw was hij de meest succesvolle langeafstandsloper in België met vijf titels op de 5000 m, twee op de 10.000 m en daarnaast nog vijf indoor op de 3000 m.

### Overgang naar de weg
Eind jaren negentig schakelde Van Geyte over naar de wegwedstrijden en behaalde Belgische titels op de halve marathon en de marathon. In 1996 nam hij deel aan het wereldkampioenschap halve marathon en in 2002 nam hij deel aan de Europese kampioenschappen. Daar werd hij vijftiende op de marathon.
Hij won verschillende marathons en veroverde in 2010 en 2011 nog twee nieuwe Belgische titels. In 2014 werd hij op zevenenveertigjarige leeftijd voor de vijfde keer Belgisch kampioen.

### Clubs
Van Geyte ging in 1992 van AC Hamme over naar KAA Gent. Daarna liep hij enkele seizoenen voor AV Toekomst. Sinds 1997 is hij aangesloten bij AS Rieme.

## Belgische kampioenschappen
Outdoor
| Onderdeel      | Jaar                         |
| -------------- | ---------------------------- |
| 1500 m         | 1989                         |
| 5000 m         | 1992, 1994, 1996, 1997, 1998 |
| 10.000 m       | 1997, 1998                   |
| halve marathon | 1997, 1998                   |
| marathon       | 1997, 1998, 2010, 2011, 2014 |

Indoor
| onderdeel | jaar                         |
| --------- | ---------------------------- |
| 3000 m    | 1992, 1993, 1994, 1997, 1999 |

## Persoonlijke records
Outdoor
| Onderdeel      | Prestatie | Datum             | Plaats      |
| -------------- | --------- | ----------------- | ----------- |
| 1500 m         | 3.39,1    | 7 augustus 1992   | Kessel-Lo   |
| 3000 m         | 7.49,61   | 27 juni 1989      | Kessel-Lo   |
| 5000 m         | 13.35,3   | 2 september 1989  | Tessenderlo |
| 10.000 m       | 28.49,91  | 8 april 1999      | Gorinchem   |
| halve marathon | 1:02.09   | 19 september 2004 | Brussel     |
| marathon       | 2:13.23   | 4 oktober 1998    | Gent        |

Indoor
| Onderdeel | Prestatie       | Datum            | Plaats |
| --------- | --------------- | ---------------- | ------ |
| 1500 m    | 3.38,08 (ex-NR) | 27 februari 1993 | Gent   |
| 3000 m    | 7.58,54         | 11 maart 1994    | Parijs |

## Palmares

### 1500 m
- 1986: 4e reeks WK junioren in Athene - 3.50,24
- 1989:  BK AC - 3.44,22

### 3000 m
- 1992:  BK indoor AC - 8.06,65
- 1993:  BK indoor AC - 8.04,99
- 1994: 8e EK indoor in Bercy - 8.11,02
- 1997:  BK indoor AC - 8.06,20
- 1998:  BK indoor AC - 8.17,57
- 1999:  BK indoor AC -8.07,89

### 5000 m
- 1992:  BK AC - 14.04,44
- 1994:  BK AC - 14.01,51
- 1996:  BK AC - 13.53,89
- 1997:  BK AC - 14.08,99
- 1998:  BK AC - 14.03,45

### 10.000 m
- 1986: 6e WK junioren in Athene - 30.04,41
- 1997:  BK AC in Sint-Lambrechts-Woluwe - 29.10,19
- 1998:  BK AC in Tessenderlo - 29.15,20

## Wegwedstrijden

### 15 km
- 2009:  Haagse Beemden Loop - 48.52

### halve marathon
- 1996: DNF WK in Palma de Mallorca
- 1997:  BK AC in Sint-Truiden - 1:04.36
- 1998:  BK AC in Nijlen - 1:05.01
- 2001:  Rapper dan een Ezel in Kuurne - 1:04.47
- 2002:  Rapper dan een Ezel in Kuurne - 1:04.44

### marathon
- 1997:  BK AC in Gent - 2:16.51
- 1998:  BK AC in Gent - 2:13.24
- 2002: 15e EK in München - 2:16.04
- 2003:  Guldensporenmarathon - 2:18.04
- 2004:  Guldensporenmarathon - 2:17.51
- 2005: 5e marathon van Brussel - 2:17.35
- 2005:  Kust Marathon - 2:14.02
- 2006:  marathon van Utrecht - 2:17.35
- 2006: 9e marathon van Brussel - 2:20.47
- 2007: 6e marathon van Utrecht - 2:19.55
- 2007: 5e marathon van Antwerpen - 2:22.40
- 2007: 6e marathon van Brussel - 2:17.34
- 2008:  marathon van Brussel - 2:22.57
- 2009: 5e marathon van Brussel - 2:21.19
- 2010:  BK AC in Brussel - 2:23.24 (4e overall)
- 2011:  BK AC in Torhout - 2:22.16
- 2013:  marathon van Brussel - 2:18.37
- 2014: 4e marathon van Antwerpen - 2:23.49
- 2014:  BK AC in Wezet - 2:27.20 (3e overall)

### veldlopen
- 1986: 57e WK junioren in Neuchatel
- 1990:  BK AC in Amay
- 1990: 52e WK in Aix-les-Bains
- 1991: 207e WK in Antwerpen

## Onderscheidingen
- 1989: Gouden Spike (beste belofte)